# Diplectrona kibuneana
Diplectrona kibuneana är en nattsländeart som beskrevs av Tsuda 1940. Diplectrona kibuneana ingår i släktet Diplectrona och familjen ryssjenattsländor. Inga underarter finns listade i Catalogue of Life.